# Detección de ondas gravitatorias

Mediciones LIGO de la señal de la onda gravitatoria GW150914 realizada por los detectores H1 de Hanford, Washington, EE. UU. (izquierda) y L1 de Livingston, Luisiana, EE. UU. (derecha); y comparación con los 'valores teóricos pronosticados'.

El 11 de febrero de 2016, las colaboraciones LIGO, Virgo y GEO600 anunciaron la primera detección de ondas gravitatorias,  producidas por la fusión de dos agujeros negros a unos 410 megapársecs de la Tierra. La señal recibió el código GW150914, GW son las siglas, en inglés, de onda gravitacional  y el código numérico representa el año, mes y día de su descubrimiento.
La forma de onda detectada, observada el 14 de septiembre de 2015 por Marco Drago, un científico del Albert Einstein Institute en Hannover, Alemania, es compatible con las predicciones de la relatividad general para la atracción y fusión de un par de agujeros negros y el subsiguiente ringdown del agujero negro final resultante. Las observaciones demostraron la existencia de un sistema binario de agujeros negros de masa estelar y la primera observación de una fusión de un agujero negro binario.

## Detectores de LIGO
LIGO opera dos observatorios de ondas gravitacionales al unísono: el Observatorio LIGO Livingston (30°33′46.42″N 90°46′27.27″O / 30.5628944, -90.7742417) en Livingston, Luisiana, y el Observatorio LIGO Hanford, en el DOE Hanford Site (46°27′18.52″N 119°24′27.56″O / 46.4551444, -119.4076556), localizado cerca de Richland, Washington. Estos sitios están separados por 3,002 kilómetros, es decir, se encuentran a una distancia de 10 milisegundos luz. Las operaciones inicial de LIGO entre 2002 y 2010 no detectaron ninguna onda gravitacional. Este periodo estuvo seguido por un cierre multianual mientras se reemplazaron los detectores por otros mejorados, la versión Advanced LIGO.  En febrero de 2015, los dos detectores entraron en el modo de ingeniería. Fue durante este periodo cuando se detectó el acontecimiento, ya que la fase de operación científica formal no empezó hasta el 18 de septiembre de 2015.

## Detección del suceso
La señal de la onda gravitacional GW150914 fue detectada por los detectores de LIGO en Hanford -H1- (Washington, EE. UU.), y Livingston -L1- (Luisiana, EE. UU.), a las 09:50:45 UTC del 14 de septiembre de 2015. La señal duró unos 0.2 segundos, y aumentó en frecuencia y amplitud en aproximadamente 8 ciclos de 35 a 150 Hz, donde la amplitud alcanzó su máximo. La detección se produjo durante un periodo de tres minutos de adquisición de datos utilizando métodos de búsqueda de baja latencia que proporcionan un análisis inicial rápido de los datos de los detectores. Un análisis estadístico más detallado de la señal y de 16 días de datos (del 12 septiembre a 20 octubre), identificó la GW150914 como un suceso real, con una significación estadística de más de 5.1 sigma.
La señal fue detectada en Livingstone 7 milisegundos antes que en Handford, lo que dada la distancia entre los dos observatorios (están a una distancia de 10 milisegundos luz), es compatible con el hecho de que las ondas gravitacionales se propaguen a la velocidad de la luz.
En el tiempo del acontecimiento, el detector de ondas gravitatorias Virgo estaba inactivo y recibiendo unas mejoras, y GEO600 no fue bastante sensible para detectar la señal.
Según Rainer Weiss, en la primera toma de medidas (entre septiembre de 2015 y enero de 2016) hubo al menos otros cuatro sucesos más, más débiles que GW150914.

## Fusión de agujeros negros
El análisis de la señal sugirió que fue producida por la fusión de dos agujeros negros con masas de {\displaystyle 36_{-4}^{+5}} veces y 29±4 veces la masa del Sol, resultando en un agujero negro de 62±4 masas solares. Las 3,0±0,5 masas solares restantes corresponden a energía emitida en forma de ondas gravitatorias, según la equivalencia entre masa y energía. El acontecimiento ocurrió a una distancia de {\displaystyle 410_{-180}^{+160}} megapársecs, o 1.3±0.6 miles de millones de años luz. El máximo de potencia emitido superó la potencia luminosa combinada radiada por todas las estrellas en el universo observable.
Durante los 0,2 segundos de duración de la señal detectable, la velocidad relativa de los agujeros negros aumentó del 30 % al 60 % de la velocidad de la luz, y los objetos que orbitaban a una distancia de unos cuantos centenares de kilómetros antes de fusionarse.
El decaimiento de la forma de onda después del máximo era compatible con la oscilación amortiguada de un agujero negro que relaja a una configuración fusionada final.
Se piensa que el objeto resultante de la fusión es un agujero negro en rotación.

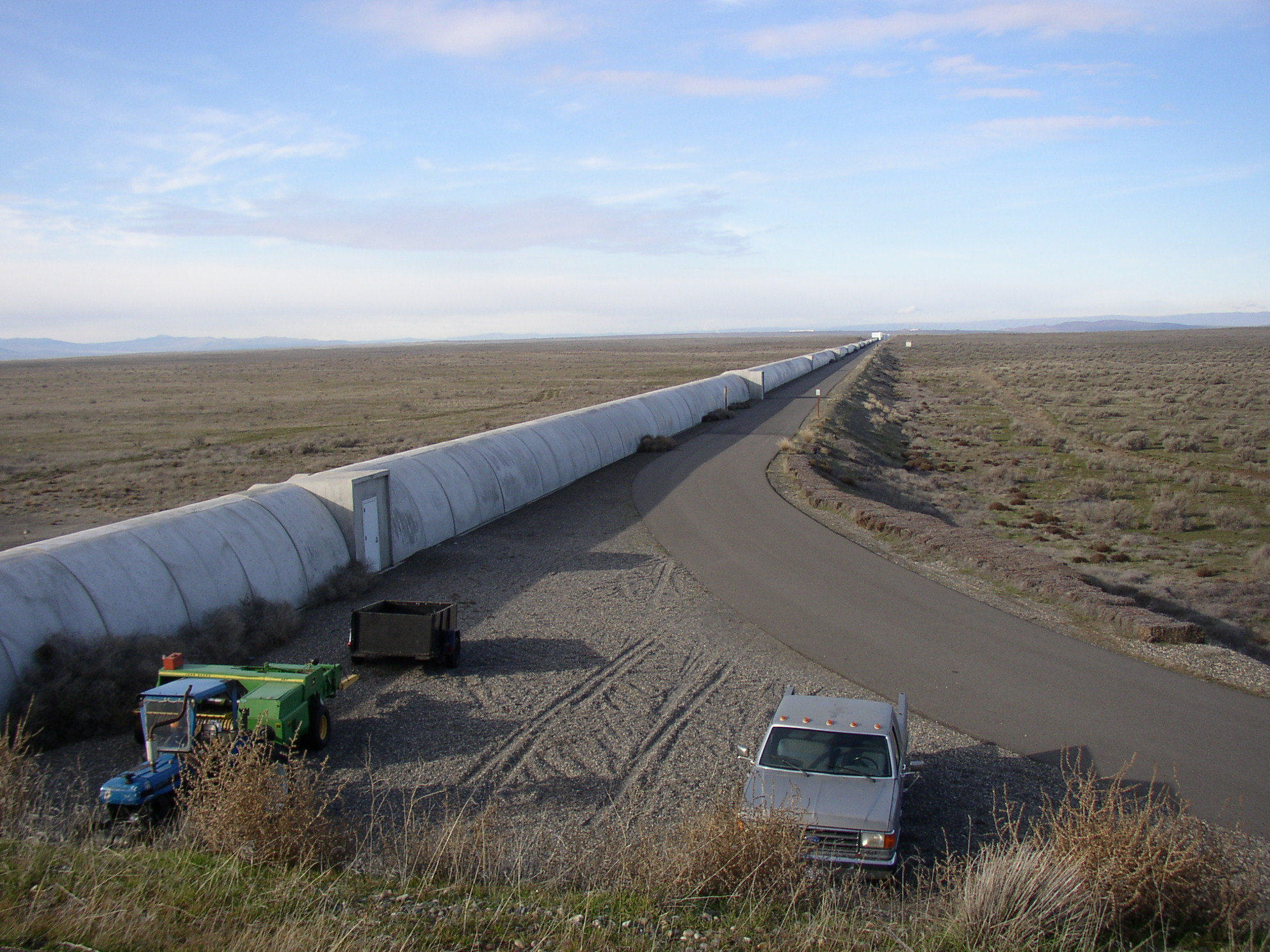
Brazo norte del observatorio de LIGO en Hanford

## Anuncio
El anuncio de la detección se realizó el 11 de febrero de 2016, en una rueda de prensa en Washington D. C. Participaron el director ejecutivo de LIGO, David Reitze, dos de sus creadores, Rainer Weiss y Kip Thorne, la portavoz de la colaboración científica de LIGO, Gabriela González y la directora de la NSF, France A. Córdova.
Había muchos rumores sobre una posible detección con anterioridad al anuncio, empezando poco después del acontecimiento por un tuit de Lawrence Krauss el 25 de septiembre de 2015.

## Implicaciones

### Detecciones futuras
Se espera que este suceso sea meramente el primero de varias detecciones durante el primer año de operación de los detectores Advanced LIGO. Hay esfuerzos en marcha para mejorar significativamente la red global de detectores de ondas gravitacionales. Estos incluyen la construcción de futuros detectores de Advanced LIGO, con la intención de lograr en su diseño una mayor sensibilidad, lo que permitirá la detección de binaries como GW150914 con relaciones señal-ruido tres veces más alta, cubriendo acontecimientos tres veces más distantes, y aumentando la probabilidad de detecciones de acontecimientos por un factor 27. Además, Advanced Virgo, KAGRA, y un posible tercer LIGO en India extenderán la red y mejorarán significativamente la reconstrucción de posición y estimación de parámetros de las fuentes. El 27 de agosto de 2017 la Colaboración LIGO-VIRGO hace pública la primera detección desde tres detectores de una onda gravitatoria GW170814, siendo la primera detectada por el Advanced Virgo, permitiendo localizar con una gran precisión el origen de la señal gracias a la triangulación de la señal polarizada.

### Prueba de la relatividad general
La masa y momento angular del agujero negro tras el suceso de fusión son compatibles con las propiedades de los dos agujeros negros antes de la fusión según predice la relatividad general. Esto constituye una prueba de la relatividad general en el régimen de campo fuerte, un régimen que anteriormente era imposible de sondear.

### Astrofísica
El conocimiento de las masas de los dos agujeros negros antes de la fusión proporciona una valiosa información sobre la evolución estelar. Los dos agujeros negros tenían más masa que los agujeros negros estelares detectados previamente mediante binarias de rayos X. Esto podría significar que los vientos estelares de las estrellas progenitoras habrían sido relativamente débiles, y que por tanto la metalicidad habría sido menor que la mitad del valor solar.
El hecho de que los dos agujeros negros estuvieran en un sistema binario impone condiciones a los escenarios de evolución estelar o de formación dinámica (dependiendo de cómo se formara el sistema binario).

### Gravitones
El gravitón es la hipotética partícula elemental asociada con la gravedad, y teóricamente su masa es nula. Las observaciones de la fase de atracción de los agujeros negros permiten mejorar ligeramente la longitud de onda Compton del gravitón acotándola a {\displaystyle (\lambda _{g}>10^{13}km)}, más de 10 billones de kilómetros, y la cota superior de su masa ({\displaystyle m_{g}<1.2\times 10^{-22}\ \mathrm {eV} /c^{2}}).